# Trubnaja (stacja metra)
Trubnaja (ros. Трубная) – stacja metra w Moskwie, na linii Lublinsko-Dmitrowskiej. Stacja została otwarta 30 sierpnia 2007.
Stacja jest połączona ze stacją Cwietnoj bulwar na linii Sierpuchowsko-Timiriaziewskiej.